# Jan Druys
Jan Druys, ook bekend onder zijn verlatijnste naam Drusius (Kumtich, 1568 - 25 maart 1634) was abt van de norbertijnerabdij van Park bij Leuven tussen 1601 en 1634.
In uitvoering van het Concilie van Trente (1545-1563) spande hij zich in om het gemeenschapsleven en de kloostertucht in de abdij te herstellen. Er kwam een heropleving van het spirituele en devotionele leven. Hij voltooide de nieuwe statuten voor de orde van de norbertijnen en in 1617 schreef hij ook een nieuw organiek reglement voor de Universiteit van Leuven. Hij was biechtvader en kapelaan van de aartshertogen Albrecht en Isabella en kwam als hun vertrouweling regelmatig aan het hof van Brussel.